# Paschalococos
Paschalococos disperta, пальма Рапа-Нуї або пальма острова Пасхи, раніше Jubaea disperta, була місцевим видом кокоїдної пальми острова Пасхи. Вона зникла приблизно в 1650 році нашої ери.

## Таксономія
Невідомо, чи відрізняється цей вид від Jubaea, але немає доказів того, що це була Jubaea, оскільки м'які тканини, які використовуються для ідентифікації кокоїдних родів, не збереглися. Все, що залишилося, — це пилок з озерних озер, порожнисті ендокарпії (горіхи), знайдені в печері, і зліпки кореневих головок. Частково, щоб уникнути довіри до поширеного, але спекулятивного припущення, що пальми були Jubaea chilensis і використовувалися як ролики для переміщення статуй моаї острова Пасхи, Джон Дрансфілд відніс вид до нового роду. Це віднесення не прийнято ні Всесвітнім контрольним списком вибраних родин рослин, у якому немає списку роду Paschalococos ні Списком рослин, який вважає назву «невирішеною».

## Використання та зникнення
Людське перенаселення в період з 800 по 1600 рік нашої ери призвело до вимирання пальми Рапа-Нуї. Хоган вважає, що втрата пальми Рапа-Нуї разом з іншою біотою сприяла краху суспільства на острові Пасхи. Дрансфілд припускає, що дерева вимерли, оскільки їх вирубали заради їстівних пальмових серцевин, оскільки запаси їжі закінчилися для острова. Перенаселеність людьми. Імовірно також, що багато пальм було зрубано, щоб побудувати каное для риболовлі. Інша можливість полягає в тому, що полінезійські щури, завезені поселенцями, які прибули між 800 і 1000 роками нашої ери, споживали пальмові горіхи, залишивши недостатню кількість для повторного засівання острова.
Попри вимирання дерева, ця пальма, здається, була представлена через двісті років у письмовій формі Ронго-ронго острова Пасхи гліфом.